# Георгієвська (Лодєйнопольський район)
Георгієвська (рос. Георгиевская) — присілок у Лодєйнопольському районі Ленінградської області Російської Федерації.
Населення становить 3 особи. Належить до муніципального утворення Доможировське сільське поселення.

## Історія
Згідно із законом від 20 вересня 2004 року № 63-оз належить до муніципального утворення Доможировське сільське поселення.

## Населення
| 1838 | 1862 | 1950 | 1997 | 2007 | 2010 | 2014 |
| ---- | ---- | ---- | ---- | ---- | ---- | ---- |
| 91   | ↘63  | ↘23  | ↘4   | →4   | ↘2   | ↗3   |